# The Mills Brothers
The Mills Brothers was een Amerikaanse vocalgroep uit het begin van de 20e eeuw op het gebied van jazz, swing en pop.

## Oprichting en bezetting
Het kwartet bestond oorspronkelijk uit vier broers uit Piqua in Ohio:
- John (1 februari 1910 – 24 januari 1936), (gitaar en tuba)
- Herbert (2 april 1912 – 12 april 1989), (tenor en saxofoon)
- Harry (19 augustus 1913 – 28 juni 1982), (bariton en trompet)
- Donald (29 april 1915 – 13 november 1999), (tenor en saxofoon)

## Carrière
De broers kwamen al vroeg in contact met de vocale muziek door hun vader John Mills sr., de oprichter en lid van het barbershopkwartet Four Kings of Harmony. Daarnaast kregen ze een muzikale opleiding in de kerkkoren van de methodistische en baptistische gemeenschap van de stad. De broers formeerden als jonge knapen al het eigen kwartet Four Boys and a Guitar en hadden hun eerste optredens tijdens de jaren 1920 in kleine theaters in Ohio. Met radio-optredens bij de zender WLW Radio in Cincinnati in 1928 verwierven ze landelijke bekendheid. Daar werden ze naar het schijnt ontdekt door Duke Ellington, die hen in 1931 een platencontract bij Brunswick Records in New York zou hebben bezorgd.
In 1930 traden ze voor de eerste keer op in New York onder de naam The Mills Brothers. Tijdens de eerste studiosessie in oktober 1931 ontstonden hun versies van het nummer Tiger Rag / Nobody's Sweetheart voor de eerste single, die direct vier weken lang de eerste plaats van de hitparade bezette en het kwartet in 1932 zijn eerste miljoenenbestseller bezorgde. Kenmerken van de groep, die a capella zong en uitsluitend door een gitaar werd begeleid, waren de misleidend echte imitaties van bas, trompet, trombone en saxofoon. In 1931 hadden ze hun filmdebuut in de film The Big Broadcast, waarna nog een reeks filmoptredens volgde. Een tournee door Groot-Brittannië en optredens in het London Palladium in 1934 maakten hen in Europa bekend.
Na de dood van de oudste broer John in 1936 voegde vader John (11 februari 1889 – 8 december 1967), die voordien nog als kapper werkte, zich bij de groep. Gitarist van The Mills Brothers was vanaf dan Norman Brown.
In 1943 hadden The Mills Brother hun grootste hit met Paper Doll, waarvan zes miljoen exemplaren werden verkocht en die 12 weken lang op nummer 1 van de hitlijst stond. Verdere miljoenenbestsellers waren het in februari 1944 opgenomen You Always Hurt The One You Love en het in juni 1952 opgenomen Glow Worm, dat ook hun laatste nummer 1-hit werd. Beetje bij beetje veranderde de groep zijn repertoire en nam platen met verschillende bands op. In 1957 trok John Mills zich na een beenamputatie uit de groep terug. Die bleef werken als trio en wijzigde het repertoire in de daaropvolgende jaren naar schlagers.
Hun laatste hitparadenotering hadden ze in november 1968 met The Ol' Race Track. Na de dood van Harry Mills in 1982 stopte het verhaal van The Mills Brothers voor een aantal jaren. Donald wilde zijn zoon John bij de groep betrekken en als trio verdergaan. Herbert kon wegens rugklachten niet meer op het podium, en dus traden Donald en John op als duo. In het midden van de jaren 1990 brachten ze de cd Still There's You uit, die nieuwe nummers en oude Mills Brothershits bevatte. Beiden hadden optredens in de hele Verenigde Staten. Donald wilde het einde van het millennium op het podium meemaken, maar overleed kort daarvoor. John zet tot vandaag met Elmer Hopper (ex-lid van The Platters) de traditie van The Mills Brothers voort. Ieder jaar ontmoeten fans van The Mills Brothers uit de hele wereld elkaar in Piqua.
The Mills Brothers namen gedurende hun carrière 2490 opnamen op, onder andere met de jazzmuzikanten Duke Ellington (1931), Don Redman (1931), Ella Fitzgerald (1937) en Louis Armstrong (1937-1940). Ze waren de meest succesvolle vocalgroep uit de geschiedenis van de Amerikaanse populaire muziek.

## Discografie (alfabetisch)
- 1947: Across The Alley From The Alamo
- ####: Any Time
- ####: Any Time, Any Day, Anywhere
- ####: Autumn Leaves
- ####: Baby Won't You Please Come Home
- ####: Basin Street Blues
- 1952: Be My Life's Companion
- 1937: Big Boy Blue (met Ella Fitzgerald)
- ####: Blue and Sentimental (met Count Basie Orchestra)
- ####: Boog It (met Louis Armstrong)
- ####: By the Light of the Silvery Moon
- 1968: Cab Driver
- ####: Caravan
- ####: Carry Me Back to Old Virginny (met Louis Armstrong)
- 1940: Cherry (met Louis Armstrong)
- 1942: Chinatown, My Chinatown
- ####: Coney Island Washboard
- 1950: Daddy’s Little Girl
- 1937: Darling Nelly Gray
- ####: Don't Be Afraid To Tell Your Mother
- ####: Dream of You
- ####: Every Little Moment
- ####: Fiddlin' Joe
- ####: Gloria
- 1952: Glow Worm
- ####: Goodbye Blues
- ####: He'll Have to Go
- ####: How Am I Doing Hey Hey
- ####: If I Had My Way
- ####: In the Shade of the Old Apple Tree (met Louis Armstrong)
- ####: I Still Get A Thrill

- ####: I Yi Yi Amigo
- ####: I Heard
- ####: I'll See You In My Dreams
- ####: It Don't Mean a Thing (If It Ain't Got That Swing)
- ####: I've Found A New Baby
- 1949: I've Got My Love To Keep Me Warm
- ####: Ida, Sweet as Apple Cider
- ####: Jungle Fever
- ####: Lazybones
- ####: Lazy River
- ####: Limehouse Blues
- ####: Lulu's Back in Town
- 1940: Marie (met Louis Armstrong)
- ####: Miss Otis Regrets
- ####: Mister Sandman
- ####: Moanin' For You
- ####: Mood Indigo
- ####: My Gal Sal
- ####: My Walking Stick (met Louis Armstrong)
- ####: Nagasaki
- 1950: Nevertheless
- ####: Nobody's Sweetheart
- ####: Old Fashioned Love
- ####: Opus One
- ####: Organ Grinders Swing
- ####: Queen Of The Senior Prom
- 1943: Paper Doll
- ####: Poor Butterfly
- ####: Put on Your Old Grey Bonnet
- ####: Rockin' Chair
- ####: Rockin' Chair Swing

- ####: Say Si Si
- ####: Since We Fell Out Of Love
- ####: Smack Dab In The Middle
- ####: Smoke Rings
- ####: Some of These Days
- ####: St. Louis Blues
- ####: Stardust
- ####: Sweet Georgia Brown
- ####: Sweet Lucy Brown
- ####: Sweet Sue, Just You
- ####: Sweeter Than Sugar
- ####: Swing High, Swing Low
- ####: Tea For Two
- ####: There Goes My Headache
- ####: Tiger Rag
- 1944: Till Then
- ####: That Cat Is High
- 1938: The Flat Foot Floogie (met Louis Armstrong)
- 1954: The Jones Boy
- ####: The Music Goes Round And Round
- ####: The Old Folks At Home (met Louis Armstrong)
- ####: The Old Man Of The Mountain
- ####: The Window Washer Man
- ####: What's The Reason I'm Not Pleasin' You
- ####: W.P.A. (met Louis Armstrong)
- 1944: You Always Hurt The One You Love
- ####: You Rascal You
- ####: You're Nobody 'Til Somebody Loves You
- ####: You Tell Me Your Dream

## Filmografie
- 1932: The Big Broadcast
- 1932: I Ain't Got Nobody
- 1933: Dinah
- 1933: When Yuba Plays the Rhumba on the Tuba
- 1934: Operator 13 (met Marion Davies en Gary Cooper)
- 1934: Twenty Million Sweethearts
- 1934: Strictly Dynamite
- 1935: Broadway Gondolier
- 1937: Sing as You Swing
- 1943: Chatterbox
- 1943: He's My Guy
- 1943: Hit Tune Jamboree
- 1943: Reveille with Beverly
- 1943: Rhythm Parade
- 1944: Cowboy Canteen
- 1944: Lazy River
- 1947: The Fight Never Ends
- 1950: Daddy's Little Girl
- 1950: If I had you
- 1950: When You're Smiling
- 1956: The Mills Brothers on Parade